# Adam Zolotin
Adam B. Zolotin (Long Island, Nova York, 29 de novembro de 1983) é um ator norte-americano.

## Filmografia
| Filmes      | Filmes                            | Filmes                                 | Filmes                                   |
| Ano         | Título Original                   | Título (Brasil)                        | Papel                                    |
| ----------- | --------------------------------- | -------------------------------------- | ---------------------------------------- |
| 1996        | Jack                              | Jack                                   | Louis 'Louie' Durante                    |
| 1997        | Dog's Best Friend                 | Dog's Best Friend                      | Wylie Thompson (para TV)                 |
| 1997        | Leave It to Beaver                | Foi Sem Querer                         | Edward 'Eddie' Haskell Jr.               |
| 2005        | Zerophilia                        | Zerophilia                             | Chad                                     |
| 2006        | Metal Gear Solid: Portable Ops    | Metal Gear Solid: Portable Ops         | Cientista (VG - voz na versão em inglês) |
| 2007        | What News?                        | What News?                             | Tommy (para TV)                          |
| Séries      |                                   |                                        |                                          |
| Ano         | Título                            | Papel                                  | Episódios                                |
| 1996        | Love and Marriage                 | Christopher Nardini                    | Episódio desconhecido                    |
| 1997        | Rewind                            | Rob (jovem)                            |                                          |
| 1997        | Players                           | Adam Paparelli                         | 1 episódio                               |
| 1999        | Storm of the Century              | Davey Hopewell                         | Episódio desconhecido                    |
| 2000 / 1996 | Law & Order                       | Lonnie 'Nacho' Rickman / Ricky Velardi | 2 episódios                              |
| 2000        | Law & Order: Special Victims Unit | Justin                                 | 1 episódio                               |
| 2004        | Scrubs                            | Reuben                                 | 1 episódio                               |

## Prêmios e Indicações
| Prêmios | Prêmios   | Prêmios             | Prêmios                               | Prêmios        |
| Ano     | Resultado | Premiação           | Categoria                             | Título         |
| ------- | --------- | ------------------- | ------------------------------------- | -------------- |
| 1997    | Indicado  | YoungStar Awards    | Melhor Jovem Ator em Filme de Comédia | Jack           |
| 1997    | Indicado  | Young Artist Awards | Melhor Jovem Ator Coadjuvante         | Jack           |
| 1998    | Indicado  | Young Artist Awards | Melhor Jovem Ator Coadjuvante         | Foi Sem Querer |